# Reserva índia de Torres Martínez
La reserva índia de Torres Martínez és la reserva índia dels Indis Cahuilla del Desert Torres-Martinez, tribu reconeguda federalment dels amerindis cahuilla i chemehuevi, situada als comtats Imperial i Riverside a Califòrnia. El seu antònim és Mau-Wal-Mah Su-Kutt Menyil, que vol dir "entre les palmeres, cérvol lluna."

## La reserva
La reserva Torres-Martinez es troba entre els comtats d'Imperial i Riverside i té una àrea total de 24.024 acres. Fou establerta en 1876 i va rebre el nom per la vila de Toro i l'Agència índia Martinez. En 1970, 42 dels 217 membres registrats de la tribu vivien a la reserva. La seu tribal es troba a Thermal (Califòrnia).

## Desenvolupament econòmic
La tribu posseeix i gestiona el Casino Red Earth a Salton City.